# Western hero
Western hero is een lied dat werd geschreven door Neil Young. Samen met Crazy Horse bracht hij het in 1994 uit op hun album Sleeps with angels. In Zweden kwam het op een single met op de B-kant het nummer Sleeps with angels. De single kent een kartonnen hoes met een gele opdruk op een bruine achtergrond en diende ter promotie van zijn werk. 

## Tekst en muziek
Het eerste couplet gaat over een revolverheld met een lange jas, grote laarzen en een revolver op zijn heupen. Daarna gaat een couplet over een soldaat tijdens de landing op Normandië die op land en zee voor ons vocht.
Het is echter de vraag of Young alleen deze inhoud wilde overbrengen, vooral omdat geen van de nummers van Sleeps with angels een comfortabele boodschap lijkt te hebben. Bijzonder is de melodie van deze ballad, met name omdat het vrijwel overeenkomt met het openingsnummer My heart, en gelijk is aan Train of love later op het album. Young lijkt ermee een hint te willen geven naar een en hetzelfde thema, zonder dat daadwerkelijk uit te spreken.
Volgens een recensie op AllMusic past ook dit nummer in de lijn van de rest van het album dat draait om de voorman van Nirvana, Kurt Cobain. Hij was een goede vriend van Young en pleegde in april van dat jaar zelfmoord. Net als de beschreven personen in het lied, past Cobain in het profiel van een man die zich zowel geografisch als artistiek met grenzen geconfronteerd zag.